# 1820 في الولايات المتحدة
فيما يلي قوائم الأحداث التي وقعت خلال عام 1820 في الولايات المتحدة.

## سياسة

### تعيين في المنصب
- 29 أغسطس – جون أدير حاكم كنتاكي [الإنجليزية]‏.
- 29 أغسطس – وليام ت باري نائب حاكم كنتاكي [الإنجليزية]‏.
- 30 أغسطس – ديفيد هولمز عضو مجلس الشيوخ الأمريكي.
- 18 ديسمبر – توماس ب. روبرتسون حاكم لويزيانا [الإنجليزية]‏.

### انتهاء فترة المنصب
- 5 يناير – ديفيد هولمز حاكم ميسيسيبي [الإنجليزية]‏.
- 18 سبتمبر – وليام كلارك حاكم ميسوري  [لغات أخرى]‏.
- 7 ديسمبر – جون برانش حاكم كارولينا الشمالية [الإنجليزية]‏.
- 19 ديسمبر – وليام فندلي حاكم ولاية بنسلفانيا [الإنجليزية]‏.

## مواليد

### يناير
- 1 يناير – هاريت توبمان كاتبة من الولايات المتحدة الأمريكية.

### فبراير
- 3 فبراير – أنتوني دبليو جاردينر
- 8 فبراير – ويليام شيرمان
- 15 فبراير – سوزان أنتوني
- 29 فبراير – لويس سويفت عالم فلك أمريكي.

### أبريل
- 17 أبريل – ألكسندر كارترايت

### مايو
- 4 مايو – جوليا تايلر سياسية من الولايات المتحدة الأمريكية.
- 23 مايو – جيمس بوكانان إيدز

### يوليو
- 15 يوليو – جارلز هنري هاردن سياسي أمريكي.

### أغسطس
- 26 أغسطس – جيمس هارلان سياسي أمريكي.
- 30 أغسطس – هاردين آر. رنلز سياسي أمريكي.

### نوفمبر
- 23 نوفمبر – جون ويليس ايليس سياسي أمريكي.

## وفيات

### فبراير
- 15 فبراير – وليام إيليري (مواليد 1727)

### مارس
- 11 مارس – بنجامين ويست (مواليد 1738) رسام من الولايات المتحدة الأمريكية.

### أبريل
- 14 أبريل – ليفي لينكون (مواليد 1749) سياسي أمريكي.

### سبتمبر
- 21 سبتمبر – رودمان دريك (مواليد 1795)
- 26 سبتمبر – دانيال بون (مواليد 1734) مستكشف أمريكي.